# Dr. Hoch’s Konservatorium
| Dr. Hoch’s Konservatorium – Musikakademie Frankfurt am Main |                                                     |
| Direktorium                                                 | Fabian Rieser, Caroline Prassel, Karin Franke-André |
| Gründungsjahr                                               | 1878                                                |
| Ort                                                         | Frankfurt am Main, Deutschland                      |
| Studenten/Schüler                                           | ca. 1000                                            |
| Dozenten/Lehrer                                             | 85                                                  |
| Website                                                     | dr-hochs.de                                         |

Dr. Hoch’s Konservatorium – Musikakademie in Frankfurt am Main ist eine Musikakademie, die am 22. September 1878 als Stiftung des Frankfurter Bürgers Joseph Hoch als musikalisch-künstlerische Ausbildungsstätte für alle Altersstufen gegründet wurde. In den ersten Jahrzehnten seines Bestehens erlangte das Konservatorium Weltruhm durch seine berühmten Lehrer wie Clara Schumann, Engelbert Humperdinck sowie Joachim Raff und zog begabte Schüler wie Hans Pfitzner, Alfred Hoehn, Edward MacDowell, Percy Grainger, Paul Hindemith, Ernst Toch und Otto Klemperer an.

## Fachbereiche

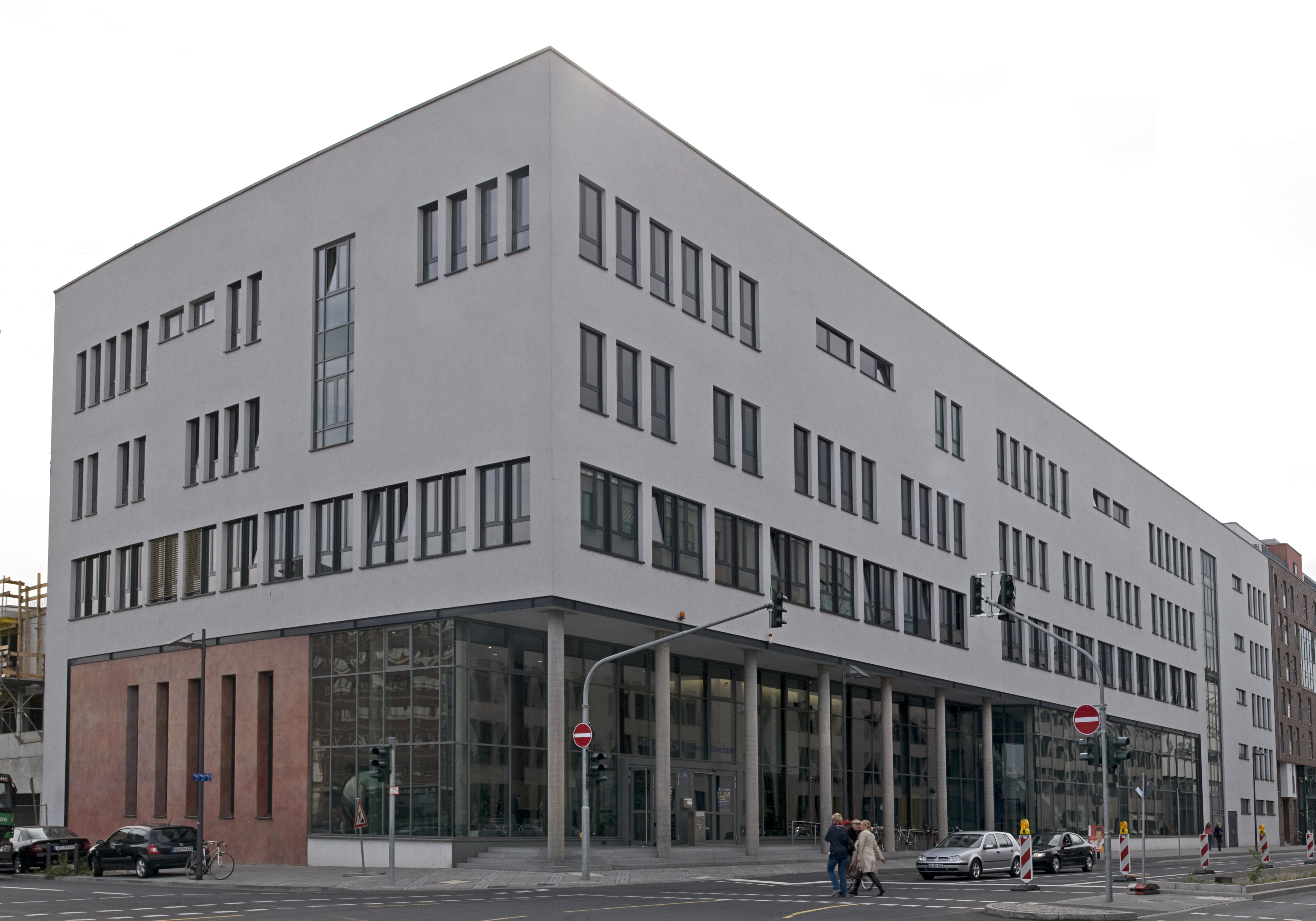
Bildungszentrum Ostend: Sonnemannstr. 16. Domizil des Dr. Hoch’schen Konservatoriums – Musikakademie seit 2005

Das Institut ist in vier Abteilungen für verschiedene Ausbildungsrichtungen gegliedert:
- In der Studienabteilung bietet das Konservatorium den Studiengang Musik – künstlerisch-pädagogische Ausrichtung in vier verschiedenen Profilen an (Instrument/Gesang, Elementare Musikpädagogik/Musikvermittlung, Jazz und Popularmusik, Komposition). Das Studium dauert acht Semester mit dem Abschluss Bachelor of Music. Es gibt keine Altersbegrenzung.[3]
- In der Abteilung für Studienvorbereitung (Pre-College-Frankfurt) werden Begabte auf die Aufnahmeprüfung für ein Berufsstudium im künstlerischen, musiktheoretischen, pädagogischen oder organisatorischen Bereich an einer Musikhochschule oder einem Konservatorium vorbereitet. Es handelt sich dabei um ein zertifiziertes und modularisiertes Ausbildungsprogramm innerhalb des Europäischen Qualifikationsrahmens auf der Bachelor-Stufe (EQR 6); die Anrechenbarkeit der Lernergebnisse für weitere Aus- und Weiterbildungen ist gegeben.[4]
- Die Abteilung für Nachwuchs- und Erwachsenenbildung (ANE) mit vielfältigen Kursen richtet sich an Interessenten jeden Alters im Rahmen einer nicht-beruflichen Musikausbildung. Zum Unterrichtsangebot zählen Instrumental- und Gesangsunterricht sowie verschiedene Kurse im Bereich Musiktheorie. Angegliedert sind außerdem die Abteilungen für Elementare Musikerziehung, Alte Musik und Kunstmusik der Gegenwart/Komposition.[5]
- In der Ballettabteilung des Konservatoriums werden Nachwuchstänzer in einem mehrstufigen Ausbildungssystem ausgebildet. Das Angebot umfasst die Ausbildung im klassischen Ballett und dient damit als berufliche Vorausbildung, das klassisch-akademische Unterrichtssystem basiert auf einer der heutigen Bühnenpraxis angepassten Waganowa-Methode.[6]

## Geschichte

### Von der Gründung bis 1938

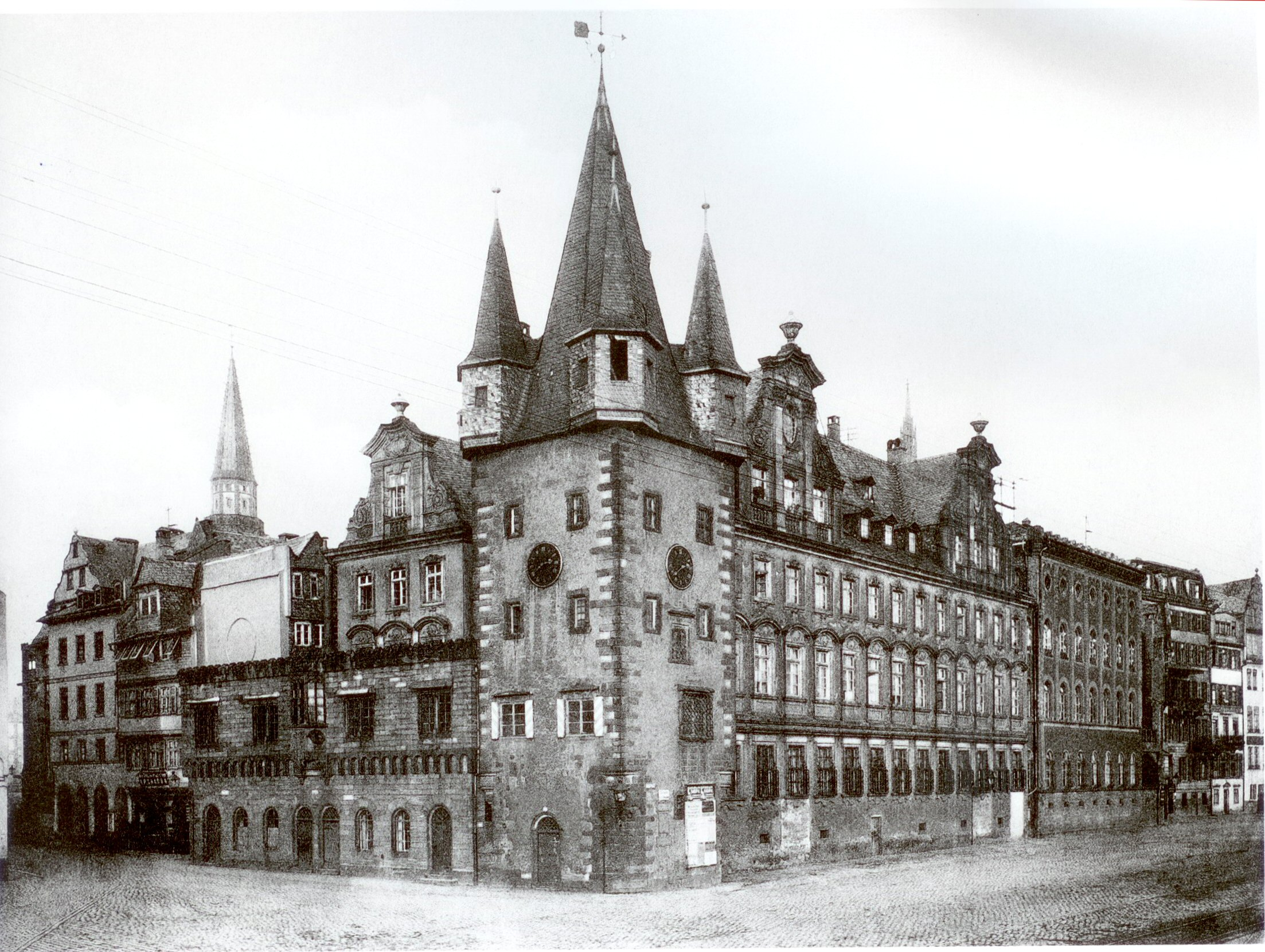
Saalhof um 1900. Domizil des Dr. Hoch’schen Konservatoriums von 1878 bis 1888

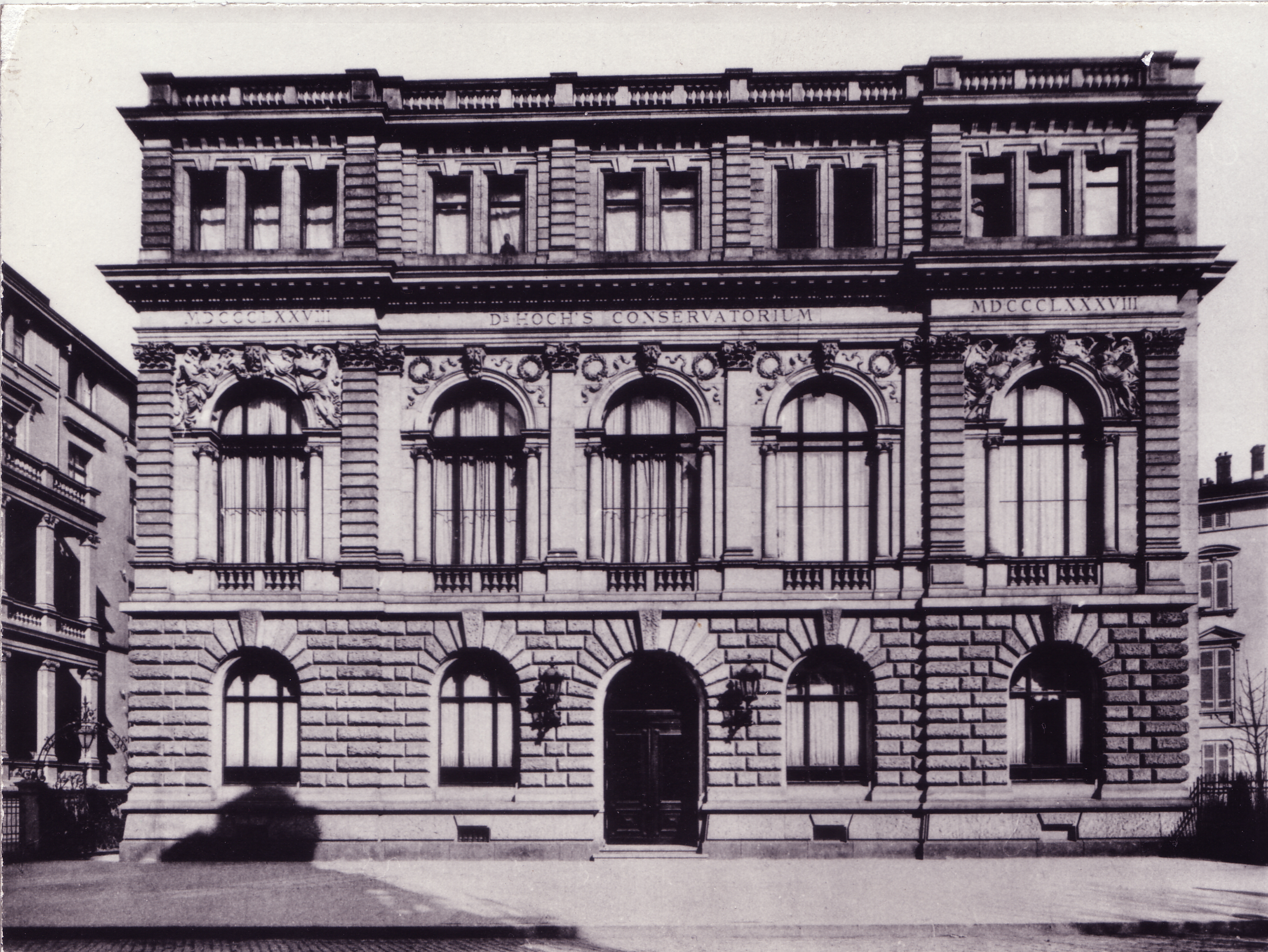
Eschersheimer Landstraße 4. Dr. Hoch’s Konservatorium um 1900. Domizil des Konservatoriums von 1888 bis 1943

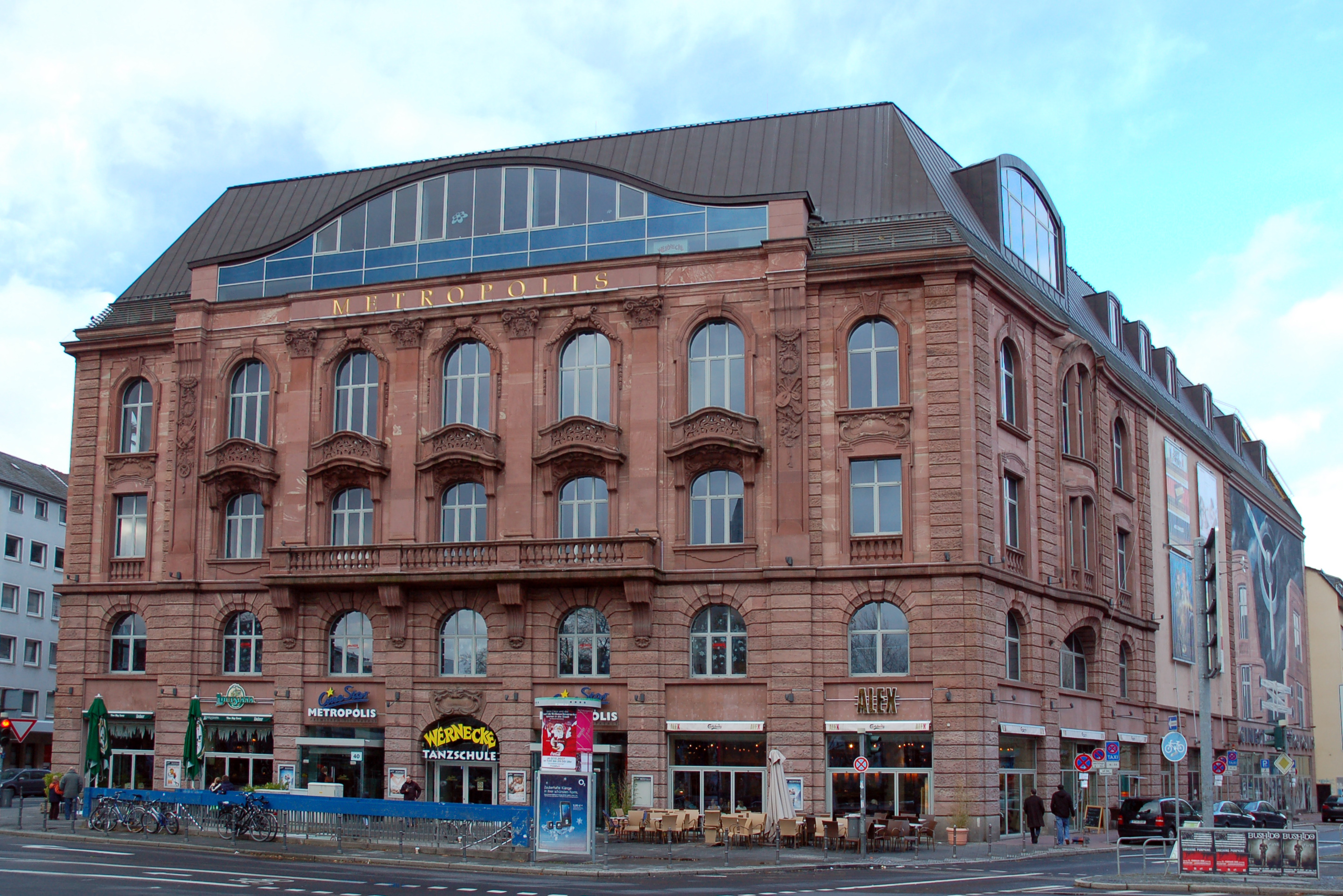
Eschersheimer Landstraße 4. Volksbildungsheim. Domizil des Dr. Hoch’schen Konservatoriums von 1951 bis 1988

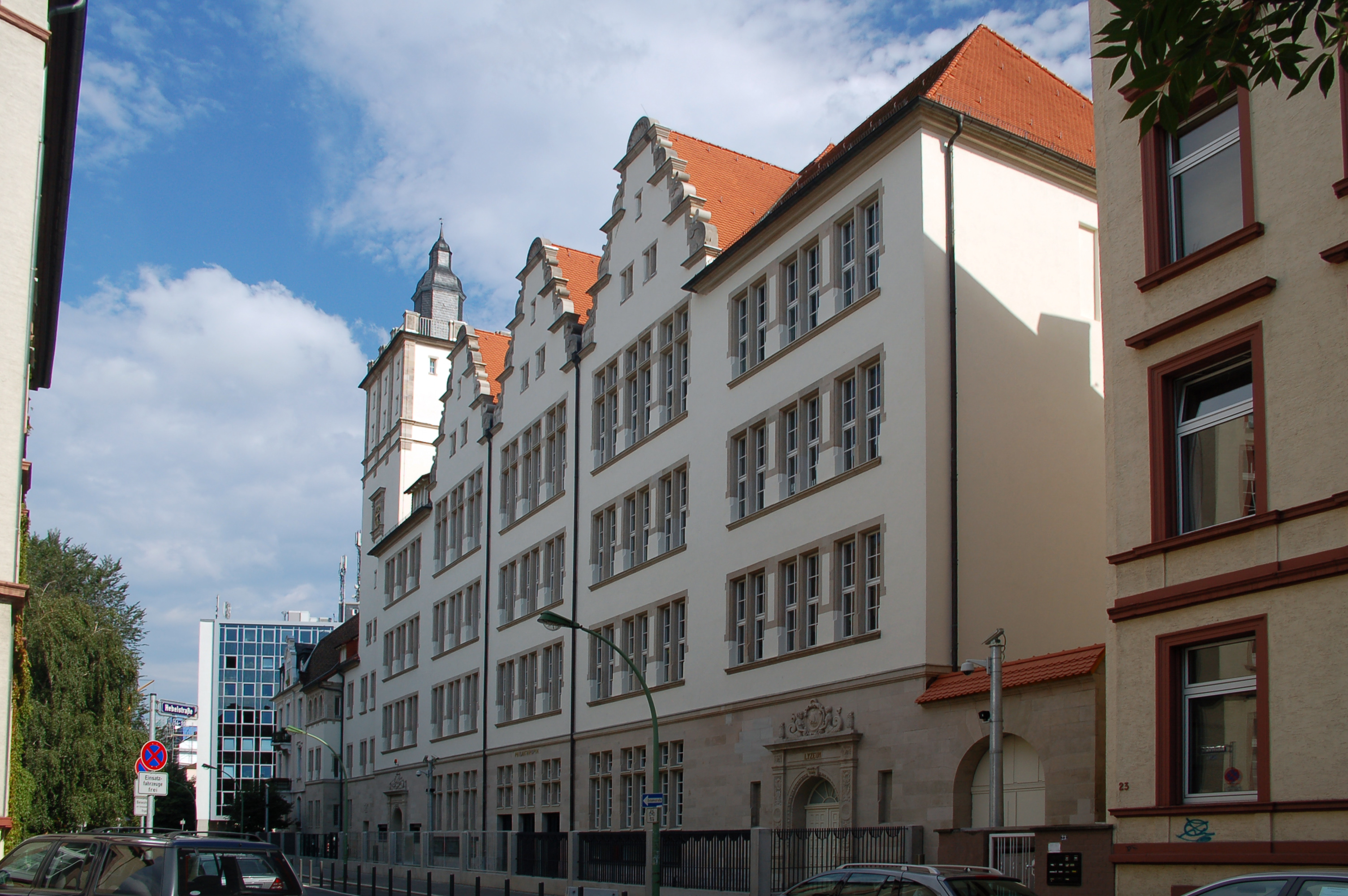
Hebelstraße 15–19. Philanthropin Frankfurt, Domizil des Dr. Hoch’schen Konservatoriums von 1986 bis 2004

Joseph Hoch hatte bereits 1857 in seinem Testament bestimmt, sein Vermögen für die Gründung einer „Anstalt für Musik“ zu verwenden. Hierfür stellte er sein gesamtes Vermögen im Wert von einer Million Goldmark zur Verfügung.

„Für den Fall meines kinderlosen Ablebens, oder für den Fall, dass die von mir hinterlassenen Kinder und Erben ohne Hinterlassenschaft ehelicher Leibeserben sterben würden, ist mein liebster Wille, daß mein gesamtes Vermögen (mit alleiniger Ausnahme des in diesem Testament und seinen Beilagen zu anderen Zwecken bestimmten) dazu diene, um in Frankfurt am Main, meiner Heimatstadt, eine Anstalt für Musik unter dem Namen Dr. Hoch’s Conservatorium zu gründen und zu unterhalten.“

Nach seinem Tode im Jahr 1874 wurde dies mit der Gründung der Stiftung Dr. Hoch’s Konservatorium 1876 umgesetzt. Die Eröffnung von Dr. Hoch’s Conservatorium fand am 22. September 1878 im historischen Gebäude des Frankfurter Saalhofs statt, Gründungsdirektor war Joachim Raff. Zahlreiche international bekannte Künstler konnten als Lehrer gewonnen werden, sodass das Institut Studenten aus aller Welt anzog und bereits kurze Zeit nach seiner Gründung Weltruhm erlangte.
Die schnell anwachsende Schülerzahl erforderte schon bald eine räumliche Vergrößerung, wozu das Gebäude in der Eschersheimer Landstraße 4 errichtet und 1888 eröffnet wurde. Im Laufe der Jahrzehnte wurde das Lehrangebot kontinuierlich erweitert: 1884 wurde das Seminar für Musiklehrer unter der Leitung von Iwan Knorr eröffnet, 1886 die Vorschule für begabte Jugendliche, 1908 die Orchesterschule, 1918 das Seminar für Schulgesang und 1924 die Opernschule. Ab 1892 übernahm das Konservatorium die Ausbildung der Stipendiaten der Mozart-Stiftung.
Unter Direktor Bernhard Sekles war das Konservatorium in den 1920er Jahren seiner Zeit weit voraus. Sekles initiierte 1928 die ersten Jazzklassen weltweit unter der Leitung von Mátyás Seiber, 1931 eine Abteilung für Musikalische Früherziehung und zudem Kurse für Erwachsenenbildung. Die Orchesterschule und die Dirigentenklasse wurden von 1925 bis 1933 von Hermann von Schmeidel geleitet, ab  1928 wurden Konzerte im Volksbildungsheim veranstaltet. Ab 1906 unterrichtete Alfred Auerbach Deklamation, Mimik und Literatur als Leiter der Theaterschulabteilung.

### Zeit des Nationalsozialismus und Gründung der Staatlichen Hochschule
Nach der Machtergreifung durch die Nationalsozialisten kam es am 10. April 1933 zur Entlassung von Direktor Sekles sowie sämtlichen jüdischen und ausländischen Lehrkräften; dies wirkte sich nachhaltig negativ auf die Qualität der Ausbildung aus. Im selben Jahr wurden auch die Jazzklassen geschlossen.
Bereits in den 1920er Jahren war es – auch begünstigt durch die Weltwirtschaftskrise – zu einer Abnahme des Stiftungsvermögens gekommen, was die Inanspruchnahme städtischer Zuschüsse zur Folge hatte. Nach Verträgen zwischen der Stadt Frankfurt und der Stiftung Dr. Hoch’s Konservatorium erfolgte 1938 die Gründung der Staatlichen Hochschule (heute Hochschule für Musik und Darstellende Kunst Frankfurt am Main), womit die Abspaltung der berufsbildenden Fachbereiche einherging, die ab dato die Hochschule übernahm. Die übrigen Fachbereiche zur Laienausbildung verblieben im Ausbildungsbereich des Konservatoriums. Dadurch wurde es sozusagen zu einer Vorschule der Hochschule. Die Staatliche Hochschule führte jedoch noch einige Jahre den Namen Dr. Hoch’s Konservatorium weiter.
Das Gebäude in der Eschersheimer Landstraße wurde bei dem Luftangriff am Abend des 4. Oktober 1943 während des Zweiten Weltkriegs zerstört. Das Konservatorium siedelte ins Passavant-Gontard’sche Palais über. Dieses wurde im Februar 1944 ebenfalls zerstört.

### Von 1951 bis heute
1951 wurde der Unterricht im neu errichteten Gebäude in der Eschersheimer Landstraße 4 neben dem Volksbildungsheim wieder aufgenommen. Die Position des Stiftungsvorsitzenden bekleidete jeweils ein hauptamtlicher Stadtrat.
1967 kam es zu einer Annullierung des Vertrags von 1937 durch die Stadt Frankfurt. Pläne bezüglich einer Fusion des Konservatoriums mit der Jugendmusikschule im Jahr 1971 wurden nicht umgesetzt, stattdessen wurde das Konservatorium ausbildungsmäßig zu einem Verbindungsglied zwischen Musikschule und Musikhochschule.
Nachdem die Ausbildungsbereiche bisher nur den Laienunterricht beinhalteten, wurde das Lehrangebot 1981 wieder um eine Hochschulvorbereitung im Vollstudium, eine Abteilung für Alte Musik und eine Abteilung für Neue Musik erweitert. Ein Jahr später folgte die Einrichtung eines Seminars für Musikkritik und vergleichende Interpretation, auch Chor und Orchester des Konservatoriums wurden wieder ins Leben gerufen. Seit 1985 wurden Musikerzieher mit dem Abschluss der „Staatlichen Musiklehrerprüfung“ ausgebildet.
1989 war der drei Jahre zuvor begonnene Umzug ins Gebäude des umgebauten Philanthropin in der Hebelstraße abgeschlossen. Seit 1995 kam ein Kooperationsvertrag zwischen dem Konservatorium und der Musikhochschule zustande, der den Studenten des Konservatoriums einen Diplomzugang ermöglicht. Zum 1. Januar 2002 erhielt die Studienabteilung des Konservatoriums den Status einer Musikakademie.
2005 übersiedelte das Konservatorium in das neu errichtete Bildungszentrum Ostend (BOZ) in der Sonnemannstraße.
Die Deutsche Bundesbank würdigte die Bedeutung des Konservatoriums, indem sie ab 1990 auf der Rückseite der 100-DM-Banknote das ursprüngliche Institutsgebäude in der Eschersheimer Landstraße 4 darstellte. Die Vorderseite trug ein Bild von Clara Schumann, Dozentin für Klavier.

## Direktoren / Leitung
- 1878–1882: Joseph Joachim Raff
- 1883–1908: Bernhard Scholz
- 1908–1916: Iwan Knorr
- 1916–1923: Waldemar von Baußnern
- 1924–1933: Bernhard Sekles
- 1933–1936: Bertil Wetzelsberger
- 1936–1944: Hermann Reutter

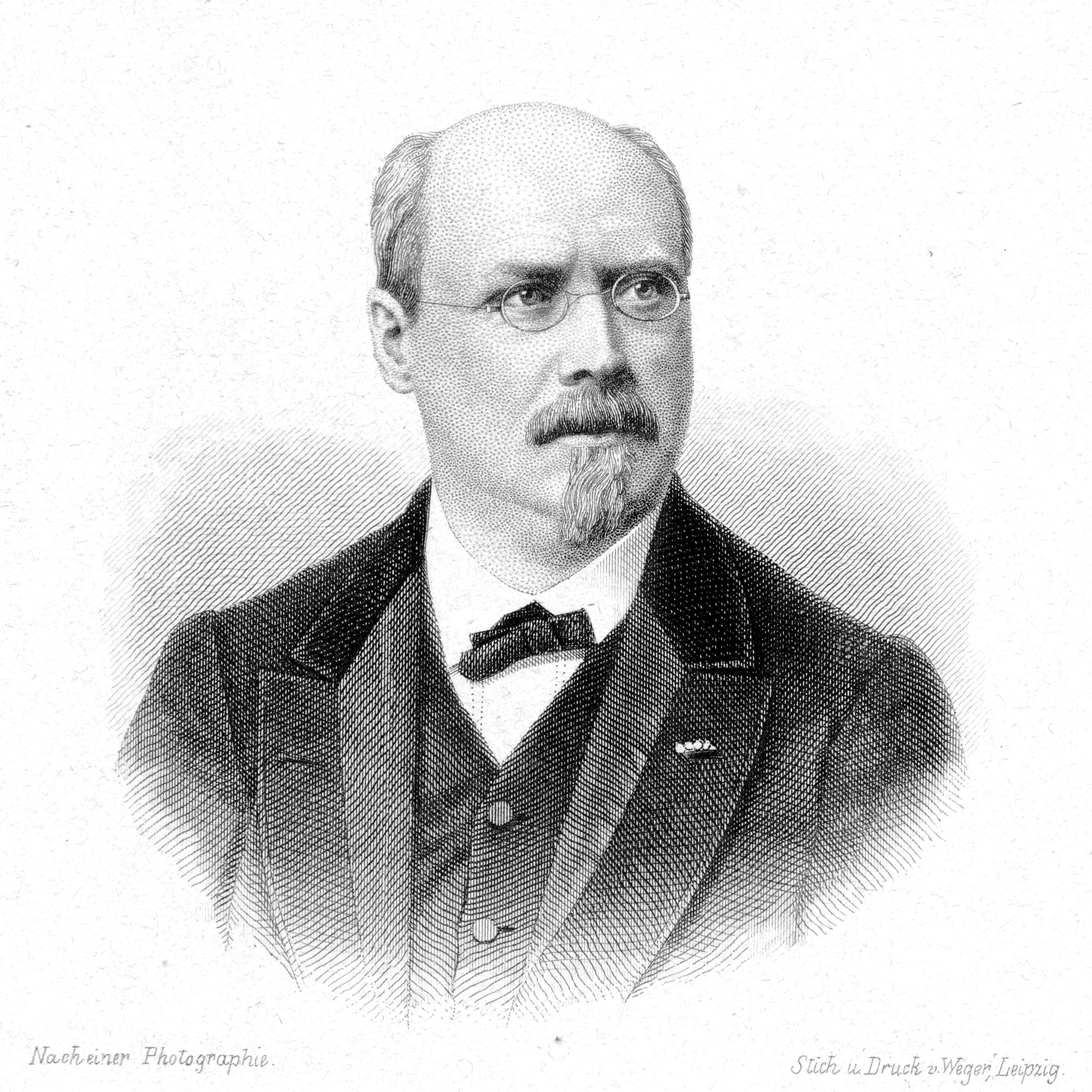
Der erste Direktor: Joachim Raff. Bild ca. 1878

- 1950–1954: Walther Davisson, künstlerischer Leiter
- 1954–1958: Helmut Walcha, Erich Flinsch, Gustav Lenzewski, Direktorium
- 1958–1973: Philipp Mohler
- 1973–1977: Klaus Volk
- 1977–1979: Hans-Dieter Resch, Alois Kottmann, kommissarische Leitung
- 1979–2007: Frank Stähle
- 2007–2008: Werner Wilde, kommissarischer Direktor
- 2008–2018: Mario Liepe
- 2018–2022: Christian Heynisch, Caroline Prassel, Karin Franke-André, Direktorium
- seit 2022: Fabian Rieser, Caroline Prassel, Karin Franke-André, Direktorium

## Bekannte Lehrer (Auswahl)
- Alfred Auerbach, 1906–1933
- Hugo Becker, Cello, 1894–1906
- Anton Biersack, 1936–1940
- Franz Magnus Böhme
- Hermine Bosetti, 1926–1928
- Peter Cahn, 1954–1974
- Bernhard Cossmann, 1878–1910
- Margarete Dessoff, 1912–1917
- Ernst Engesser, 1884–1923
- Carl Friedberg, 1893–1904
- Gerhard Frommel, 1933–1945
- Herbert Graf, Opernschule, 1930–1933
- Hugo Heermann, 1878–1904
- Johannes Hegar, Cello (Frankfurter Trio), 1899–1912
- Kurt Hessenberg, 1933–1942
- Carl Heymann, 1878–1880
- Alfred Hoehn, 1908–1916; 1929–1942
- Engelbert Humperdinck, 1890–1897
- Iwan Knorr, Theorie und Komposition, auch Konservatoriumsdirektor, 1883–1908
- Alois Kottmann
- Ferdinand Küchler
- Claus Kühnl
- James Kwast, Klavier (Frankfurter Trio), 1883–1902
- Wolf-Eberhard von Lewinski
- Albert Mangelsdorff, Improvisation und Jazz, 1976–1982
- Arnold Mendelssohn, 1912
- Johannes Messchaert, 1905–1906
- Alexander Molzahn, 1951–1972
- Alma Moodie
- Christopher Park
- Joachim Raff, auch Konservatoriumsdirektor, 1878–1882
- Adolf Rebner, Violine (Frankfurter Trio), 1904–1907; 1908–1933
- Ludwig Rottenberg, 1926–1932
- Willy Salomon, bis 1933
- Gerhard Schedl
- Marie Schröder-Hanfstängl, 1895–1897
- Clara Schumann, 1878–1892
- Mátyás Seiber, Leiter der Jazz-Klasse, die ersten Jazzkurse weltweit, 1928–1933
- Bernhard Sekles, auch Konservatoriumsdirektor, 1896–1933
- Julius Stockhausen, 1878–1880; 1883–1884
- Anton Urspruch, 1878–1883
- Lazzaro Uzielli, 1882–1907
- Helmut Walcha, 1933–1938
- Hermann Zilcher, 1904–1908

## Bekannte Schüler (Auswahl)
- Frederic Lawrence Abel, um 1880
- Vladimír Ambros
- Julius Asal, 2007–2013
- Erich Bender
- Anton Biersack, 1932–1936
- Ernest Bloch, 1900–1901
- Franz Magnus Böhme
- Carlo Bohländer
- Leonard Borwick[14]
- Hans-Jürgen von Bose
- Walter Braunfels, 1894–1901
- Lisa Burgmeier
- Catherine Carswell
- Margarete Dessoff, 1893–1895
- Moritz Eggert, 1975–1986
- Agnes Fink
- Ernst Fischer
- Clemens von Franckenstein
- Oskar Fried
- Henry Balfour Gardiner, Frankfurt Group, 1894–1896
- Hans Gebhard-Elsaß, 1904–1907
- Else Gentner-Fischer
- Konrad Georg
- Frank Gerhardt
- Ottmar Gerster, 1913–1916; 1918–1920
- Heinz Gietz
- Percy Grainger, Frankfurt Group, 1895–1900
- Boris Hambourg, 1898–1903
- Clement Harris
- Eugen Henkel
- Daniel Hensel
- Alfred Hertz, 1883–1891
- Herbert Hess
- Herbie Hess
- Kurt Hessenberg, 1917–1931
- Paul Hindemith, 1909–1917
- Anthony van Hoboken
- Frieda Hodapp, 1891–1898
- Robin Hoffmann
- Alfred Hollins
- Alfred Huth, 1918–1921
- Hans Jelmoli, 1895–1898
- Erich Itor Kahn
- Alice Kaluza
- Frederick Septimus Kelly, 1904–1908
- Otto Klemperer, 1901–1902
- Hans Klotz
- Moritz Laßmann, 2009–2014
- Christof Lauer
- Tiana Lemnitz
- Uli Lenz
- Edward MacDowell, 1879–1882
- Emil Mangelsdorff
- Annette Marquard
- Mehnersmoos
- Heinz Moog
- Sibylle Nicolai
- Norman O’Neill,[15] Frankfurt Group, 1893–1897
- Pálma von Pászthory, 1897–1899
- Jean Wilhelm Pfendt
- Hans Pfitzner, 1886–1890
- Roger Quilter, Frankfurt Group, 1897–1901
- Walter Rehberg
- Marie Reuter, um 1882
- Hans Rosbaud, um 1915
- Max Rudolf
- Cyril Scott, Frankfurt Group, 1891–1893; 1896–1899
- Gustav Adolf Schlemm
- Tom Schlüter
- Erich Schmid
- Alexander Schneider, 1924–1927
- Dietrich Schulz-Köhn
- Johanna Senfter, 1895–1903
- Hans Simon, 1914–1919
- Hermine Spies
- Christian Sprenger
- Rudi Stephan
- Beatrice Sutter-Kottlar, um 1920–1930
- Richard Tauber, 1908–1910
- Stefan Thomas[16]
- Ernst Toch, 1909–1913
- Richard Trunk
- Hermann Hans Wetzler
- Torsten de Winkel
- Tobias Mehner (Mehnersmoos)
- Frederik Moos (Mehnersmoos)